# Elçin Muradov
Elçin Muradov (1 de septiembre de 1989) es un deportista azerbaiyano que compitió en atletismo adaptado. Ganó una medalla de bronce en los Juegos Paralímpicos de Londres 2012, en la prueba de 4 × 100 m (clase T11-13).

## Palmarés internacional
| Juegos Paralímpicos | Juegos Paralímpicos   | Juegos Paralímpicos | Juegos Paralímpicos |
| Año                 | Lugar                 | Medalla             | Prueba              |
| ------------------- | --------------------- | ------------------- | ------------------- |
| 2012                | Londres (Reino Unido) | Medalla de bronce   | 4 × 100 m T11-13    |